# Eric Keen
Errington Ridley Liddell Keen-detto Eric- (Newcastle upon Tyne, 4 settembre 1910 – Fulham, luglio 1984) è stato un calciatore e allenatore di calcio inglese, di ruolo centrocampista.

## Carriera

### Giocatore

#### Club
Ha sempre giocato nel campionato inglese.

#### Nazionale
Ha giocato 4 partite con la Nazionale tra il 1970 e il 1971.

### Allenatore
In seguito al ritiro dal calcio giocato si dedica alla professione di allenatore, guidando anche la Nazionale egiziana tra il 1947 e il 1948.

## Palmarès

### Giocatore

#### Competizioni nazionali
- Campionato inglese: 1

Newcastle: 1926-1927